# Bateaux sur la plage à Étretat
Bateaux sur la plage à Étretat est un tableau réalisé en 1883 par le peintre français Claude Monet. Cette peinture à l'huile sur toile est un paysage qui représente la plage située entre les falaises à Étretat, dans la Seine-Inférieure, avec, au premier plan une vingtaine de bateaux alignés au sec. L'œuvre est conservée à la Fondation Bemberg, à Toulouse, qui le considère comme l'un de ses chefs-d'œuvre.